# الاتحاد اللبناني لكرة السلة
الاتحاد اللبناني لكرة السلة هو الهيئة الإدارية لكرة السلة في لبنان.
تم تأسيس الاتحاد عام 1947، يمثل كرة السلة لدى السلطات العامة وكذلك مع المنظمات الرياضية الوطنية والدولية وكذلك مع لبنان في المسابقات الدولية. كما أنه يدافع عن المصالح المعنوية والمادية لكرة السلة في لبنان. و تابعة للاتحاد الدولي لكرة السلة والاتحاد الآسيوي لكرة السلة.
يُدير الاتحاد منتخب لبنان لكرة السلة (للرجال) ومنتخب لبنان لكرة السلة للسيدات.

## الدوريات
ينظم الاتحاد البطولات التالية:
- الدوري اللبناني لكرة السلة

## الفريق الوطني
يدير الاتحاد هذه الفرق الوطنية:
- للرجال (الأول، تحت 19 عامًا، تحت 17 عامًا)
- للسيدات (الأول، تحت 19 عامًا، تحت 17 عامًا)